# Peter Moltzen
Peter Moltzen (* 16. November 1970 in Leipzig) ist ein deutscher Schauspieler.

## Leben
Peter Moltzen erhielt seine schauspielerische Ausbildung von 1992 bis 1996 in Leipzig an der Hochschule für Musik und Theater. Anschließend  hatte er ein Engagement am Schauspielhaus Chemnitz. Es folgten die Neue Bühne Senftenberg und das Theater Nordhausen. Dem Ensemble des Schauspiels Frankfurt gehörte er von 2001 bis 2003 an. 2003 ging er zum Thalia Theater nach Hamburg. Von 2006 bis 2008 war er Ensemblemitglied des Maxim-Gorki-Theaters in Berlin. 2009 wurde er vom Deutschen Theater Berlin verpflichtet, seit der Spielzeit 2017/18 ist er Teil des Berliner Ensemble.
Seit 2009 ist er mit der Schauspielerin und Schauspielagentin Nora Moltzen, geb. Dörries, verheiratet. Die beiden haben zwei Söhne und eine Tochter, die auch bereits als schauspielerisch tätig sind, darunter Camille Moltzen.

## Filmografie
- 2005: Die Rettungsflieger
- 2005: Madonnen
- 2006: Der Mann im Strom
- 2006: Tatort: Stille Tage
- 2006: Tatort: Pechmarie
- 2006: Der Dicke
- 2006: Die Gerichtsmedizinerin – Der Idiot
- 2006: Doppelter Einsatz – Rumpelstilzchen
- 2006: Guten Morgen, Herr Grothe?
- 2006: Happy Hour
- 2007: KDD – Kriminaldauerdienst (Fernsehserie, 2 Folgen)
- 2007: Berlin Calling
- 2007: Das Wunder von Berlin
- 2007: Post Mortem
- 2007: SOKO Leipzig
- 2008: Tatort: Brandmal
- 2008: Die 25. Stunde
- 2008: Die Schimmelreiter
- 2009: Fliegen
- 2011: Tatort: Leben gegen Leben
- 2016: Polizeiruf 110: Der Preis der Freiheit
- 2018: Marie Brand und der Duft des Todes (Fernsehreihe)
- 2020: Die Heiland – Wir sind Anwalt – Der Mann im Wald
- 2022: Polizeiruf 110: Abgrund
- 2022: SOKO Wismar – Wie das Leben spielt
- 2024: Die Herrlichkeit des Lebens
- 2024: SOKO Hamburg: Der Pferdestecher
- 2024: Kanzlei Liebling Kreuzberg

## Theater (Auswahl)
Maxim-Gorki-Theater
- 2007: Gegen die Wand von Armin Petras (nach dem gleichnamigen Spielfilm von Fatih Akin), Regie: Matthias Huhn

Deutsches Theater Berlin
- 2010: Siegfried in Die Nibelungen von Friedrich Hebbel, Regie: Michael Thalheimer

Berliner Ensemble
- 2018: Mitch in Endstation Sehnsucht  von Tennessee Williams, Regie: Michael Thalheimer
- 2022: "Spitzi" in Exil nach Lion Feuchtwanger, Regie: Luk Perceval
- 2023: Die Vielleichtsager von Alexander Eisenach, Regie: Alexander Eisenach
- 2023: Nicolas in Iwanow frei nach Anton Tschechow von Yana Ross, Regie: Yana Ross
- 2023: Matti in Herr Puntila und sein Knecht Matti von Bertolt Brecht, Regie: Christina Tscharyiski

## Hörspiele
- 2014: Tom Peuckert: Öl – Regie: Leonhard Koppelmann (Hörspiel – WDR)